# Dániel Huller
Dániel Huller (* 10. Mai 2001) ist ein ungarischer Leichtathlet, der im Sprint, Hürdenlauf und Mittelstreckenlauf antritt.

## Sportliche Laufbahn
Erste internationale Erfahrungen sammelte Dániel Huller im Jahr 2017, als er beim Europäischen Olympischen Jugendfestival in Győr in 54,51 s den fünften Platz im 400-Meter-Hürdenlauf belegte und mit der ungarischen 4-mal-100-Meter-Staffel im Vorlauf nicht das Ziel erreichte. Im Jahr darauf siegte er dann bei den U18-Europameisterschaften ebendort in 50,63 s und nahm anschließend an den U20-Weltmeisterschaften in Tampere teil, bei denen er aber mit 53,13 s in der ersten Runde ausschied. Zudem startete er im Oktober bei den Olympischen Jugendspielen in Buenos Aires, bei denen er die Silbermedaille gewann. 2019 erreichte er bei den U20-Europameisterschaften in Borås in 52,13 s Rang sieben. 2021 startete er über 400 Meter bei den Halleneuropameisterschaften in Toruń und schied dort mit 48,52 s im Vorlauf aus. Im Jahr darauf erreichte er bei den Europameisterschaften in München das Halbfinale im 800-Meter-Lauf und schied dort mit 1:48,03 min aus. 2023 wurde er bei der 2. Liga der Team-Europameisterschaft im Zuge der Europaspiele in Chorzów in 1:47,11 min Zweiter über 800 Meter und anschließend belegte er bei den U23-Europameisterschaften in Espoo in 1:47,48 min den sechsten Platz. Im August schied er bei den Weltmeisterschaften in Budapest mit 1:47,41 min in der ersten Runde aus. Im Jahr darauf kam er bei den Europameisterschaften in Rom mit 1:49,59 min nicht über den Vorlauf hinaus.
2023 wurde Huller ungarischer Meister im 800-Meter-Lauf. In den Jahren 2020 und 2021 wurde er Hallenmeister im 400-Meter-Lauf.

## Persönliche Bestleistungen
- 400 Meter: 46,30 s, 9. Juli 2022 in Miskolc
  - 400 Meter (Halle): 47,58 s, 29. Februar 2020 in Budapest
- 600 Meter: 1:16,80 min, 12. Mai 2024 in Budapest
  - 600 Meter (Halle): 1:17,55 min, 8. Februar 2020 in Budapest
- 800 Meter: 1:45,53 min, 13. Juli 2022 in Pápa
  - 800 Meter (Halle): 1:48,15 min, 21. Februar 2021 in Budapest
- 400 m Hürdenlauf: 51,61 s, 15. Juni 2021 in Zalaegerszeg